# Габриел и Габриела
„Габриел и Габриела“ (на испански: Gabriel y Gabriela) е мексиканска теленовела, режисирана от Карлос Тейес и продуцирана от Патрисия Лосано за Телевиса през 1982 г. Базирана е на едноименната история, създадена от Йоланда Варгас Дулче.
В главните роли са Ана Мартин, изпълняваща три роли, Хорхе Риверо и Хуан Ферара. Специално участие взема първата актриса Беатрис Шеридан.

## Сюжет
Първата част на историята се развива през 60-те години. Представена е любовната история между Габриела и Ренато. Зрителите стават свидетели на техния брак, раждането на дъщеря им, както и покушаването им от Никандро. Втората част се развива през 80-те години. Габриела, дъщерята на Габриела и Ренато, се е превърнала в красива и непокорна девойка. Ухажвана е от двама мъже – Карлос и Фернандо. Накрая на теленовелата не става ясно Габриела кого е избрала за свой съпруг, защото зрителите виждат само ръка на мъж пред олтара.

## Актьори
Част от актьорския състав:
- Ана Мартин – Габриел / Габриела де Рейес (майка) / Габриела Рейес (дъщеря)
- Хорхе Риверо – Карлос Итурбиде
- Хуан Ферара – Фернандо дел Вайе
- Хорхе Мартинес де Ойос – Бенито Рейес
- Хосе Алонсо – Ренато Рейес
- Беатрис Шеридан – Рита Рокафуерте де Рейес
- Лиляна Абуд – Марта
- Роксана Чавес – Флора
- Рафаел Баледон – Раул
- Надя Аро Олива – Каролина Итурбиде
- Хорхе Умберто Роблес – Никандо
- Хуан Пелаес – Леонардо
- Емое де ла Пара – Росио Итурбиде
- Алехандра Пениче – Нора
- Лурдес Мунгия – Дора
- Франиско дел Торо – Роберто
- Одисео Бичир – Исмаел
- Кета Караско – Брихида
- Антонио Мигел – Рафаел
- Лисете Флорес – Габриела Рейес (5-годишна)
- Сусана Бараган – Габриела Рейес (9-годишна)

## Премиера
Премиерата на Габриел и Габриела е на 30 август 1982 г. по Canal de las Estrellas. Последният 124. епизод е излъчен на 21 февруари 1983 г.

## Награди и номинации
Награди TVyNovelas 1983
| Категория                       | Номинация              | Резултат   |
| ------------------------------- | ---------------------- | ---------- |
| Най-добра теленовела            | Патрисия Лосано        | Номинирана |
| Най-добра актриса в главна роля | Ана Мартин             | Номинирана |
| Най-добър актьор в главна роля  | Хорхе Мартинес де Ойос | Печели     |